# カルメッラ・ディセザーレ
カルメッラ・ディセザーレ（Carmella DeCesare、1982年7月1日 - ）はアメリカ合衆国のモデル。
オハイオ州エイボンレイク出身。